# Eublemma galacteoides
Eublemma galacteoides là một loài bướm đêm trong họ Erebidae.